# 英國列島
英國列島是英国法律中的一个术语，为以下四个政体的统称：
- 大不列颠及北爱尔兰联合王国（1921年前为大不列颠及爱尔兰联合王国）；
- 根西行政區（包括奧爾德尼，根西和薩克的司法管辖区）；
- 澤西行政區；
- 曼島。[4]

上述岛屿分属联合王国本身和其拥有国防、外交权力的皇家属地，后三者在内部管理方面基本不受英国的干预。唯国际法上视英国拥有英国列岛的主权。
联合王国與群岛（英語：The United Kingdom and the Islands）这一术语于1971年移民法中使用。
《1978年釋義法令》第5条规定，在任何法中，除非有相反的意图出现，“英國列島”一词应根据该法的附表1解释，该表包含以下段落：
“英國列島”指联合王国、海峡群岛和马恩岛。
（页面存档备份，存于）
在不违反附表2第4（2）段的情况下，附表1的适用范围适用于1889年以后通过的法案。